# Östtysklands riksvapen

Östtysklands riksvapen.

Östtysklands riksvapen formgavs 1955. Från den 1 oktober 1959 användes det på Östtysklands flagga. Riksvapnet, som består av en hammare (symbol för arbetarna) och en passare (symbol för akademikerna) inom en krans av sädesax (Ährenkranz) (symbol för bönderna), är utformat enligt traditionell kommunistisk heraldik – jämför Sovjetunionens riksvapen. Riksvapnet kom att läggas till i flaggan för att särskilja den från Västtysklands flagga genom en lag som antogs 1959.

## Galleri

Provisoriskt riksvapen (12 januari 1950 – 28 maj 1953)
Provisoriskt riksvapen (28 maj 1953 – 26 september 1955)
Östtysklands riksvapen (3 september 1955 – 3 oktober 1990)